# She's Leaving Home
〈She's Leaving Home〉은 1967년 비틀즈의 음반 《Sgt. Pepper's Lonely Hearts Club Band》에 발표된 레논-매카트니가 만든 곡이다. 폴 매카트니는 가사를 쓰면서 노래를 불렀고 존 레논도 함께 노래를 불렀다. 조지 해리슨과 링고 스타는 이 녹음에 참여하지 않았다. 이 곡의 악기는 전적으로 마이크 레안더가 편곡한 작은 현악 합주단에 의해 연주되었고, 이 곡은 녹음된 곡에서 어떤 악기도 연주하지 않은 비틀즈 곡들 중 몇 안 되는 곡이었다.